# North Stonington
North Stonington är en kommun (town) i New London County i delstaten Connecticut, USA. Vid folkräkningen år 2000 bodde 4 991 personer på orten. Den har enligt United States Census Bureau en area på totalt 142,4 km² varav 1,7 km² är vatten.

## Kända personer från North Stonington
- James M. Pendleton, politiker